# Justin Bibbins
Justin Bibbins, né le 23 janvier 1996 à Torrance, Californie, est un joueur américain de basket-ball évoluant au poste de meneur.

## Biographie

### Carrière universitaire
Entre 2014 et 2017, il joue pour les 49ers de l'université d'État de Californie à Long Beach.
Entre 2017 et 2018, il joue pour les Utes de l'université de l'Utah.

### Carrière professionnelle

#### SKS Starogard Gdański (2018-2019)
Le 21 juin 2018, lors de la draft 2018 de la NBA, automatiquement éligible, il n'est pas sélectionné.
Le 15 août 2018, il signe son premier contrat professionnel avec le club polonais du SKS Starogard Gdański.

#### KK Mladost Zemun (oct. - nov. 2019)
Le 13 octobre 2019, il signe avec le club serbe du KK Mladost Zemun (en).

#### ZTE KK (nov. 2019 - 2020)
Le 26 novembre 2019, il signe avec le club hongrois du ZTE KK (en).

#### Legia Varsovie (juin - nov. 2020)
Le 24 juin 2020, il revient en Pologne et signe avec le Legia Varsovie.

#### Élan béarnais Pau-Lacq-Orthez (déc. 2020 - juin 2022)
Le 1er décembre 2020, il arrive en France à l'Élan béarnais Pau-Lacq-Orthez.
Le 26 juin 2021, il prolonge son contrat d'un an avec Pau-Lacq-Orthez.

#### Nanterre 92 (2022-2024)
En juin 2022, Bibbins rejoint Nanterre 92 pour une saison. Il reste aussi la saison 2023-2024.

#### JDA Dijon (depuis 2025)
En juin 2025, Bibbins s'engage pour deux saisons avec la JDA Dijon, en première division.

## Statistiques

### Universitaires
| Saison    | Équipe           | Matchs | Titul. | Min./m | % Tir | % 3pts | % LF | Rbds/m. | Pass/m. | Int/m. | Ctr/m. | Pts/m. |
| --------- | ---------------- | ------ | ------ | ------ | ----- | ------ | ---- | ------- | ------- | ------ | ------ | ------ |
| 2014-2015 | Long Beach State | 33     | 0      | 7,8    | 32,4  | 14,3   | 62,5 | 0,45    | 0,82    | 0,15   | 0,00   | 1,27   |
| 2015-2016 | Long Beach State | 33     | 31     | 31,1   | 43,9  | 43,8   | 85,5 | 3,15    | 4,97    | 1,09   | 0,00   | 11,97  |
| 2016-2017 | Long Beach State | 33     | 33     | 32,8   | 39,8  | 37,5   | 88,5 | 3,21    | 4,61    | 1,33   | 0,03   | 13,12  |
| 2017-2018 | Utah             | 35     | 35     | 34,9   | 45,7  | 43,9   | 87,4 | 2,97    | 4,66    | 1,29   | 0,11   | 14,83  |
| Carrière  | Carrière         | 134    | 99     | 26,8   | 42,7  | 40,8   | 85,7 | 2,46    | 3,78    | 0,97   | 0,04   | 10,37  |

## Palmarès
- First-team All-Pac-12 (2018)
- 2× Second-team All-Big West (2016, 2017)
- Coupe de France : 2022